# La Belle Angèle (voilier)
Pour les articles homonymes, voir Angèle.
Ne doit pas être confondu avec La Belle Angèle.
La Belle Angèle est un voilier en bois construit en 1991 au Chantier du Guip à Brest. Réplique de L’Utile, un ancien lougre chasse-marée de 1877, gréée en trois-mâts à tapecul portant des voiles au tiers, elle appartient à l'association La Belle Angèle de Pont-Aven. Elle est perdue à la suite de son échouement à l’Aber Wrac'h le 17 octobre 2017.

## Histoire
La construction du lougre La Belle Angèle a été réalisée par le Chantier du Guip dans le cadre du projet associatif de redonner vie à un ancien gréement pour représenter la ville aux fêtes maritimes de Brest 1992. Le choix du nom est un hommage à Marie-Angélique Satre (1868-1932), hôtelière à Pont-Aven, dont le portrait peint par Paul Gauguin, en 1889, est intitulé « La Belle Angèle »,.
C'est sur le modèle de L'Utile, lougre chasse-marée lancé en 1877 à Redon dont la ligne était la plus racée et ayant un tirant d'eau modeste pour fréquenter des ports d'accès difficiles, que La Belle Angèle a été dessinée. 
Munie de dix banettes pour passagers, La Belle Angèle offre la possibilité de croisières traditionnelles vers les îles du Ponant (Ouessant, Molène, etc.) et de sorties en mer dans les abers de la côte bretonne. Son immatriculation est CC 791463L (quartier maritime de Concarneau).
Durant la saison estivale, la Belle Angèle fut gérée par la Compagnie bretonne de navires traditionnels Gouelia de Quimper jusqu'en 2011.

## Naufrage
Le 17 octobre 2017, à 6 h, le navire s'échoue sur l'Île de la Croix, à proximité de l'Aber Wrac'h, où il a été poussé par des vagues de 2 à 3 m. Le skipper, projeté à l'eau par une déferlante, perd la vie, malgré les recherches menées par les bénévoles de la SNSM et l'hélicoptère de la Sécurité Civile. Les 6 passagers sont sauvés par les équipes de secours, et hélitreuillés jusqu'à la côte. L’épave échouée part à la dérive lors d'une marée haute ; elle est démantelée à 11 miles de là, devant le phare de Pontusval jusqu’au 24 octobre 2017, tandis que, sur demande des Affaires maritimes, les éléments immergés (moteur, quille) sont retirés par des plongeurs le 17 novembre 2017.